# Robert Gleinert

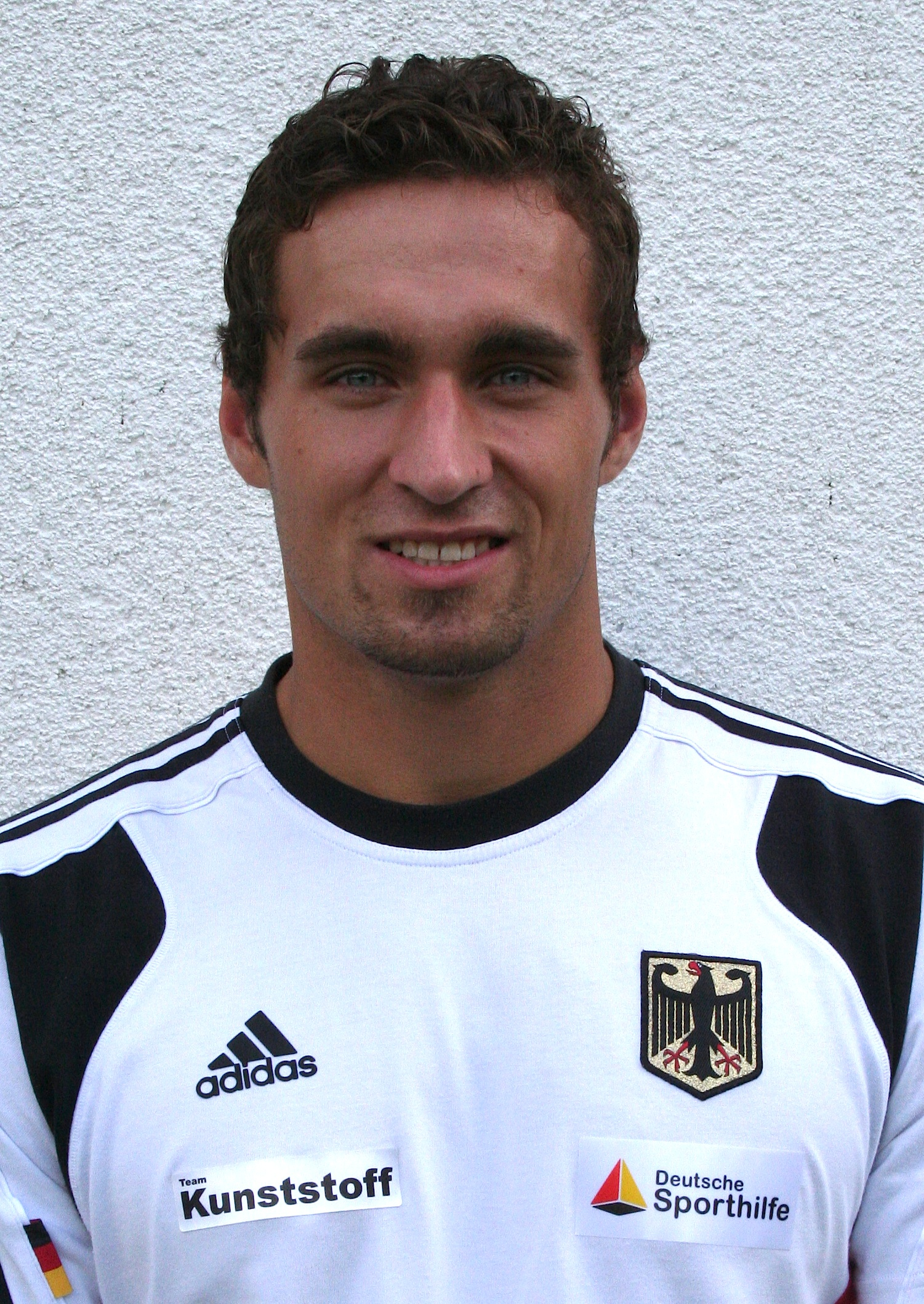
Robert Gleinert, 2011

Robert Gleinert (* 15. Mai 1989 in Neuss) ist ein deutscher Kanute.
Der Kanurennsportler des RKV Berlin wurde bei den Kanurennsport-Weltmeisterschaften 2011 gemeinsam mit Norman Bröckl, Max Hoff und Paul Mittelstedt Weltmeister im Vierer-Kajak über 1000 m. Zuvor hatte er in derselben Bootsklasse bereits die Silbermedaille bei den Europameisterschaften 2011 gewonnen. Bei den U23-Europameisterschaften 2010 hatte er im Zweier-Kajak über 500 und 1000 m jeweils den 2. Platz belegt.
Seit September 2013 befindet er sich in der Ausbildung zum Polizeivollzugsbeamten bei der Bundespolizei. Der Polizeimeisteranwärter ist Angehöriger der Bundespolizeisportschule Kienbaum, der Spitzensportfördereinrichtung der Bundespolizei für Sommer- und Ganzjahressportarten.